# Anxiolyse

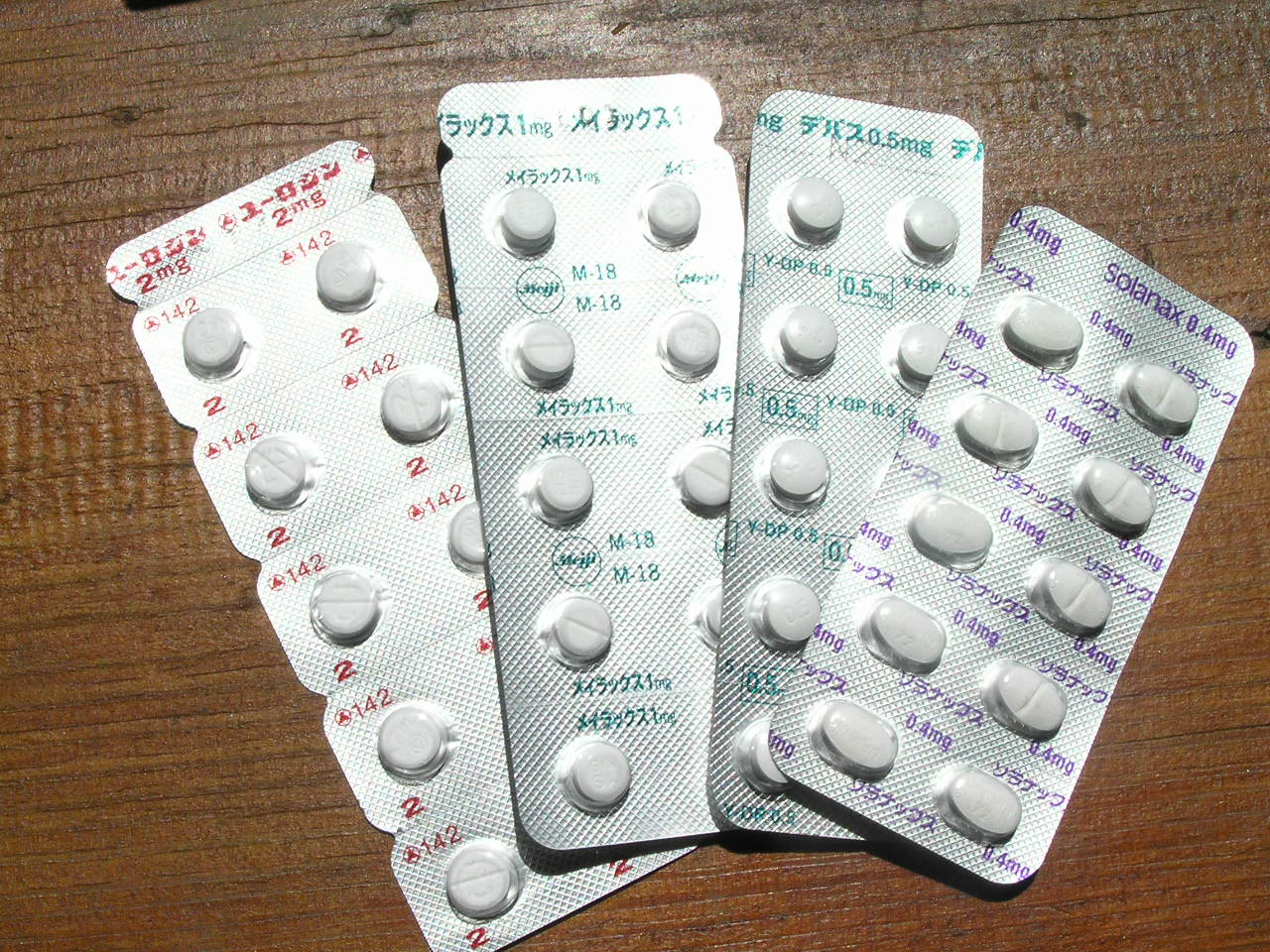
Anxiolytica.

Anxiolyse betekent angstreductie. Medicamenten die de angst kunnen verminderen worden anxiolytica genoemd. Een belangrijke groep medicamenten die angst kan reduceren zijn de benzodiazepinen met middelen zoals diazepam (valium) en midazolam. Beiden leiden bij langdurig gebruik (meer dan een paar weken) echter makkelijk tot verslaving.
Ook andere medicamenten kunnen anxiolyse geven, zoals propofol, een anestheticum.
Propranolol (merknaam Inderal), een bètablokker, wordt met name toegepast bij examenvrees. Het is geen echt anxiolyticum maar vermindert de effecten van het hormoon adrenaline, dat bij angst wordt geproduceerd.